# Seom
Seom (섬), estrenada internacionalment com The Isle, és una pel·lícula de Corea del Sud del 2000 escrita i dirigida per Kim Ki-duk, la seva quarta pel·lícula, i la primera a rebre un gran reconeixement internacional pel seu estil ara reconeixible. La pel·lícula ha guanyat notorietat per les escenes horripilants que van provocar que alguns espectadors vomitessin o es desmaiessin quan la pel·lícula es va estrenar al Festival Internacional de Cinema de Venècia.
Seom és protagonitzada per Suh Jung i Kim Yu-seok com una parella improbable que desenvolupen un amor l'un per l'altre malgrat les seves circumstàncies inusuals.

## Argument
Suh Jung interpreta a la muda Hee-jin, que gestiona un resort de pesca, on lloga petites cases flotants i transporta els seus clients d'anada i tornada entre terra i les barques, controlant l'únic mitjà de transport al voltant. També s'ocupa desapassionadament de les necessitats dels seus clients venent subministraments, proporcionant prostitutes d'un dabang local o actuant de tant en tant prostituint-se ella mateixa. Tanmateix, quan un home que fuig de la llei, Hyun-shik (Kim Yu-seok), arriba al complex, un vincle comença a formar-se entre ells.
Al començament de la pel·lícula, Hyun-shik arriba al complex i és transportat al resort carrossa per Hee-jin. No hi ha res inusual en la seva relació comercial des del principi, però finalment Hee-jin està intrigada pel passat evidentment problemàtic de Hyun-shik. Quan va visitar la seva barca una vegada, en Hee-jin encara es resisteix als avenços contundents d'Hyun-shik, però fa cridar a una prostituta perquè el serveixi. Hyun-shik, però, només vol la companyia de la prostituta i es comença a formar una relació entre ells.
Les dues relacions en desenvolupament entre Hyun-shik i la prostituta i Hyun-shik i Hee-jin mouen la trama. En Hee-jin cuida en Hyun-shik, fins i tot el va salvar de dos intents de suïcidi, el segon ho aconsegueix horriblement empassant-se una sèrie de hams de peix. La prostituta continua passant cada cop més temps fora de la seva agenda per visitar Hyun-shik, aliena als seus problemes i, finalment, Hee-jin es torna gelosa. Durant una visita, Hee-jin transporta la prostituta a una barca buida en comptes de la de Hyun-shik, la lliga i l’emmordasa amb cintes adhesives, cosa que finalment la porta a la mort quan cau a l'aigua. L'endemà al matí, Hee-jin la troba ofegada i submergeix el seu cos lligat a la seva moto. El proxeneta de la prostituta, que ve a saber què passa, cau a l'aigua després d'una baralla amb Hyun-shik. Hee-jin apareix a l'aigua i mata el proxeneta. Aleshores es submergeix a prop de la prostituta.
Després dels assassinats, la relació d'Hyun-shik i Hee-jin s'atura. Hyun-shik vol abandonar el complex, però Hee-jin, que controla l'únic vaixell, no el deixa. Quan intenta nedar fora, Hee-jin l'ha de salvar i portar-lo de nou a la seva barca. Hyun-shik agafa el vaixell i es disposa a marxar. Aparentment, Hee-jin intenta suïcidar-se en un esforç per aturar-lo posant-li hams a la vagina i caient a l'aigua. Aquesta vegada és el torn de la Hyun-shik de salvar-la, enrotllant-la amb els hams encara enganxats.
Hyun-shik i Hee-jin continuen la seva problemàtica relació. Una prostituta llança accidentalment el Rolex d'un home a l'aigua, indignant-lo. Truca a diversos perquè recuperin el rellotge. Els bussejadors descobreixen els cossos de la prostituta i el proxeneta mentre Hee-jin i Hyun-shik s'enlairen sense paraules sobre la seva barca. La pel·lícula conclou de manera enigmàtica.

## Recepció
Com la majoria de les pel·lícules del director Kim Ki-duk, Seom no va ser ben rebuda al seu país natal. No obstant això, la pel·lícula i els seus elements polèmics van provocar cert enrenou als festivals de cinema en què va aparèixer, fent que altres persones la recollissin en el procés. La pel·lícula va ser una de les primeres pel·lícules coreanes que es va presentar a la categoria de competició del Festival Internacionalde Cinema de Venècia, després de Sibaji de Im Kwon-taek, i Gojitmal de Jang Sun-woo.
Seom actualment té un 61/100 a Metacritic, i Rotten Tomatoes informen que el 76% dels revisors són positius; segons aquest últim agregador, el consens dels crítics és: "Una combinació convincent i estranyament inquietant d'imatges brutals i belles." Durant les seves projeccions inicials, la pel·lícula va guanyar notorietat gràcies als informes de persones que vomitaven o es desmaiaven durant la visualització. Finalment, la pel·lícula va rebre un premi Menció especial NETPAC al festival.
En la seva ressenya de la pel·lícula, Roger Ebert, després d'haver vist la pel·lícula al Festival de Cinema de Sundance de 2001, va elogiar la pel·lícula per la seva fotografia, alhora que va comentar "Aquesta és al pel·lícula més espantosa que indueix molèsties que probablement hagis vist. És possible que ni tan sols vulgueu llegir les descripcions d'aquesta ressenya."
L'èxit del festival de Seom va fer que la pel·lícula tingués més estrenes a molts països, tot i que semblava més adequada per a una multitud arthouse.

## Controvèrsia
Hi ha algunes escenes controvertides a la pel·lícula. Les dues escenes d'intent de suïcidi amb hams de peix van provocar que el públic i alguns crítics s'enfonsin. També hi ha nombroses escenes de maltractament animal, que segons el director Kim Ki-duk, eren totes reals.